# Góra Puławska (gromada)
Góra Puławska – dawna gromada, czyli najmniejsza jednostka podziału terytorialnego Polskiej Rzeczypospolitej Ludowej w latach 1954–1972.
Gromady, z gromadzkimi radami narodowymi (GRN) jako organami władzy najniższego stopnia na wsi, funkcjonowały od reformy reorganizującej administrację wiejską przeprowadzonej jesienią 1954 do momentu ich zniesienia z dniem 1 stycznia 1973, tym samym wypierając organizację gminną w latach 1954–1972.
Gromadę Góra Puławska siedzibą GRN w Górze Puławskiej utworzono – jako jedną z 8759 gromad na obszarze Polski – w powiecie kozienickim w woj. kieleckim, na mocy uchwały nr 13e/54 WRN w Kielcach z dnia 29 września 1954. W skład jednostki weszły obszary dotychczasowych gromad Góra Puławska wieś, Jaroszyn, Klikawa i Dobrosławów ze zniesionej gminy Góra Puławska w tymże powiecie.
1 stycznia 1955 gromadę włączono do powiatu puławskiego woj. lubelskim, gdzie ustalono dla niej 17 członków gromadzkiej rady narodowej.
1 stycznia 1959 do gromady Góra Puławska przyłączono obszary zniesionych gromad Trzcianki i Bronowice w tymże powiecie.
1 stycznia 1969 do gromady Góra Puławska przyłączono obszar zniesionej gromady Zarzecze w tymże powiecie.
Gromada przetrwała do końca 1972 roku, czyli do kolejnej reformy gminnej.